# Porkchop Cash
Robert "Bobby" Cash, noto con il ring name Porkchop Cash (Washington, 22 ottobre 1947), è un ex wrestler statunitense.
Lottò principalmente in federazioni affiliate alla National Wrestling Alliance (NWA), come Continental Wrestling Association e Georgia Championship Wrestling.

## Carriera nel wrestling

### NWA Hollywood Wrestling (1968-1976)
Cash esordì nel wrestling nel 1968, lottando nella Championship Wrestling from Florida, compagnia affiliata alla National Wrestling Alliance. Combatteva sia come singolo sia nella divisione tag team insieme a Frank Hester. L'anno seguente, cominciò a lottare nella NWA Hollywood Wrestling di Los Angeles. Il 22 marzo 1974 vinse il titolo NWA Americas Heavyweight Championship sconfiggendo John Tolos. Dopo aver detenuto la cintura per oltre due mesi, egli cedette il titolo a Black Gordman. Nel rematch di due settimane dopo, Cash riconquistò la cintura. Meno di un mese dopo, Ernie Ladd lo sconfisse privandolo del titolo.
Dopo la sconfitta, Cash formò un tag team con Manny Soto. Insieme, sconfissero Black Gordman e Goliath aggiudicandosi l'NWA Americas Tag Team Championship il 24 luglio. Il mese successivo, Cash e Soto persero le cinture contro Angel Blanco e Dr. Wagner. Cash restò coinvolto in un feud con Butcher Brannigan, e in coppia con Victor Rivera, il 14 settembre riconquistò i titoli NWA Americas Tag Team Championship sconfiggendo Brannigan e Man Mountain Mike. I due rimasero campioni fino a quando furono sconfitti da Otto Von Heller e Kurt Von Hess il 12 ottobre. L'anno seguente, Cash in coppia con S.D. Jones vinse le cinture per la terza volta battendo gli Hollywood Blonds (Jerry Brown & Buddy Roberts), ma i due le persero nel rematch con i Blonds il mese dopo. L'ultimo regno da campione di coppia di Cash si ebbe nel 1976, quando insieme a Frank Monte sconfisse Roddy Piper e Crusher Verdu per le cinture. Tuttavia il regno fu di breve durata, e Cash & Monte furono presto sconfitti da The Scorpions.

### Georgia Championship Wrestling
Nel 1976, Porkchop Cash lasciò la California per andare a lottare nella Georgia Championship Wrestling. Lì, in coppia con Tom Jones vinse i titoli NWA Georgia Tag Team Championship sconfiggendo Jimmy & Johnny Valiant. Il mese seguente, Cash & Jones persero le cinture in favore di Gene & Ole Anderson. Cash lottò anche in Tennessee nella NWA Mid-America dove fece coppia con Gorgeous George Jr. per vincere la versione Mid-America dell'NWA Southern Tag Team Championship nel febbraio 1977.
In Louisiana, Cash fu due volte campione NWA United States Tag Team Championship (versione Tri-State). Il primo regno fu insieme a Mike George, sconfiggendo The Medics (Billy Garrett & Jim Starr) il 16 agosto 1977. I due detennero le cinture solo una settimana prima di essere sconfitti nel rematch. Nell'agosto 1977, questa volta insieme a Dr. X, Cash riconquistò le cinture battendo i Medics. Tuttavia, la coppia si separò in settembre, e Cash e Dr. X si scontrarono l'uno contro l'altro per il titolo. Cash si alleò con Ray Candy, mentre Dr. X prese Ciclón Negro come suo nuovo partner. Negro & Dr. X vinsero il match, ponendo fine al regno titolato di Cash.

### NWA Tri-State
Cash tornò in Louisiana nel 1981, anche se la NWA Tri-State era stata acquistata da altra proprietà. Cash riconquistò il titolo tag team, che era stato rinominato NWA Tri-State Tag Team Championship, in coppia con Doug Somers sconfiggendo Eric Embry e Chief Frank Hill. Ancora una volta, il regno da campione di Cash ebbe termine a causa dell'abbandono del suo partner di tag team, con Somers che se ne andò dalla compagnia più avanti quello stesso anno.
L'anno successivo vide Cash entrare nella Mid-Atlantic Championship Wrestling di Jim Crockett Jr. In coppia con Jay Youngblood, vinse l'NWA Mid-Atlantic Tag Team Championship nel marzo 1982. Dopo aver perso i titoli contro Don Kernodle & Pvt. Jim Nelson, Cash formò un nuovo tag team con Iceman King Parsons e riconquistò le cinture di coppia. In agosto, tuttavia, Cash & Parsons furono sconfitti da Kernodle & Nelson, cedendo loro i titoli.

### Continental Wrestling Association
Dopo aver lasciato il territorio della Mid-Atlantic, Porkchop Cash andò a lottare nella Continental Wrestling Association di Jerry Jarrett con sede a Memphis, Tennessee. Cash formò un tag team con Troy Graham (che lottava con lo pseudonimo "Dream Machine") denominato "The Bruise Brothers". La coppia combatteva da heel, e conquistò due volte l'AWA Southern Tag Team Championship. I Bruise Brothers furono tra i membri della stable The First Family di Jimmy Hart. I loro rivali principali furono The Sheepherders, un tag team della Nuova Zelanda. Il 3 ottobre 1983 sconfissero Dutch Mantel e Koko B. Ware vincendo il primo titolo AWA di coppia. Ebbero anche una serie di match con i Rock 'n' Roll Express, con in palio l'AWA Southern Tag Team Championship. Un momento cruciale del feud si ebbe al termine del loro match svoltosi il 7 novembre 1983. Cash & Graham persero incontro e titoli e risposero aggredendo l'arbitro, Paul Morton (padre di Ricky Morton dei Rock 'n' Roll Express). I Bruise Brothers vendicarono la sconfitta subita una settimana dopo riconquistando le cinture. Il 29 novembre 1983, cedettero i titoli di coppia ai The Fabulous Ones. Varie tensioni all'interno della stable di Hart, portarono i Bruise Brothers a scontrarsi con The Grapplers (Len Denton & Tony Anthony) in un "Losers no longer managed by Jimmy Hart" match il 26 dicembre. Vinsero i Grapplers, lasciando Cash & Graham senza manager. Poco tempo dopo, Cash sostituì Graham con Maddog Boyd. Quindi Cash & Boyd cominciarono un feud con Eddie Gilbert.

### Southeastern Championship Wrestling
Successivamente si spostò nella Southeastern Championship Wrestling di Ron Fuller. Egli vinse il suo primo titolo da singolo sin dal 1974 sconfiggendo Boris Zhukov per l'NWA Alabama Heavyweight Championship nel settembre 1984. Rimase campione per due mesi prima di perdere la cintura contro Lord Humongous (Jeff Van Kamp). Conquistò anche l'NWA Southeastern Heavyweight Championship battendo Jimmy Golden nel gennaio 1985. Due mesi dopo, perse il titolo contro Boomer Lynch.

### Central States Wrestling
Dopo aver lasciato la compagnia di Fuller, all'inizio del 1987 Cash apparve nella Central States Wrestling. Formò un tag team con Ken Timbs e insieme sfidarono i campioni in carica Rick McCord & Bart Batten per l'NWA Central States Tag Team Championship. Cash & Timbs vinsero apparentemente le cinture il 3 aprile 1987, ma i titoli furono dichiarati vacanti perché Cash era ricorso a un oggetto estraneo per ottenere la vittoria. Nel rematch del 10 aprile, Cash & Timbs sconfissero McCord & Batten vincendo così ufficialmente le cinture. Timbs alla fine lasciò la compagnia, e i titoli furono nuovamente resi vacanti.
Cash fu per breve tempo anche campione NWA Central States Heavyweight quando sconfisse Rufus R. Jones, ma perse il titolo nel rematch appena una settimana dopo. Tornò quindi nella divisione tag team, alleandosi con Ric McCord per conquistare nuovamente i titoli NWA Central States Tag Team Championship. Sconfissero The Batten Twins (Brad & Bart) per le cinture il 9 novembre 1987, ma le persero in favore dei Montana Cowboys (Mike Stone & Rick Patterson) il 26 novembre. Mentre lavorava per la NWA Central States, Cash svolse anche l'attività di manager di wrestling, assistendo lottatori quali Russell Sapp e "Krusher" Karl Kovac.

### World Wrestling Federation (1988)
Tra il luglio e l'ottobre 1988, Cash lavorò come talento in via di sviluppo per la WWF.

### Universal Championship Wrestling
Poco tempo dopo il suo stint nella Central States, Cash andò a lottare nella Universal Championship Wrestling di Bert Prentice. Ebbe un feud con Ric McCord per il titolo North American Heavyweight. Porkchop si scontrò anche con Rufus R. Jones e suo nipote Boogaloo Jones, talvolta combattendo in coppia con Randy Rhodes. Nel novembre 1990 conquistò il North American Championship sconfiggendo Ric McCord, ma perse la cintura nel rematch qualche settimana dopo.

### Apparizioni sporadiche
Diversi anni dopo, Porkchop Cash uscì dal ritiro per fare un'apparizione speciale sul ring lottando in un three-way tag match che vedeva coinvolti anche i Rock and Roll Express e i Midnight Express. Il suo partner di tag team fu l'ex rivale Koko B. Ware, e i due formarono i PYT Express.
Il 21 gennaio 2005 Cash sconfisse The Psycho conquistando l'NWA Mississippi Cruiserweight Championship. Detenne il titolo per oltre un anno prima di perderlo con Brother Love (da non confondersi con il personaggio interpretato da Bruce Prichard nella World Wrestling Federation). Anche se ritiratosi da tempo, Porkchop Cash sporadicamente lottò ancora nel circuito indipendente statunitense per qualche tempo prima di ritirarsi definitivamente dal ring a causa dell'età.

## Titoli e riconoscimenti
- Central States Wrestling
  - NWA Central States Heavyweight Championship (1)[13]
  - NWA Central States Tag Team Championship (2) - con Ken Timbs (1) e Rick McCord (1)[10]
- Georgia Championship Wrestling
  - NWA Georgia Tag Team Championship (1) - con Tom Jones[3]
- Mid-Atlantic Championship Wrestling
  - NWA Mid-Atlantic Tag Team Championship (2) - con Jay Youngblood (1) e Iceman King Parsons (1)[14]
- Missouri Wrestling Federation / Midwest Wrestling Federation
  - MWF Tag Team Championship (1) - con Nemesis[15]
- NWA Battlezone
  - NWA Mississippi Cruiserwight Championship (1)[16]
- NWA Hollywood Wrestling
  - NWA Americas Heavyweight Championship (2)[17]
  - NWA Americas Tag Team Championship (4) - con Manny Soto (1), Victor Rivera (1), S.D. Jones (1), e Frank Monte (1)[18]
- NWA Mid-America - Continental Wrestling Association
  - NWA Southern Tag Team Championship (Mid-America version) (1) - con Gorgeous George Jr.[4][19]
  - AWA Southern Tag Team Championship (2) - con Dream Machine[4][19]
- NWA Tri-State
  - NWA Tri-State Tag Team Championship (1) - con Doug Somers[20]
  - NWA United States Tag Team Championship (Tri-State version) (2) - con Mike George (1) e Dr. X (1)[21]
- Southeastern Championship Wrestling
  - NWA Alabama Heavyweight Championship (1)[22]
  - NWA Southeastern Heavyweight Championship (Northern Division) (1)[23]

## Curiosità
- L'ex giocatore di football americano della National Football League Floyd Womack dei Seattle Seahawks ricevette il soprannome "Pork Chop Womack" perché sua madre pensava che il figlio assomigliasse a Porkchop Cash.[24]